# Celebrity Solstice
Celebrity Solstice (рус. солнцеворот, солнцестояние) — первое круизное судно класса Solstice, эксплуатируемое с 23 ноября 2008 года американским круизным оператором Celebrity Cruises. Порт приписки и штаб-квартира собственника судна располагаются на Мальте в Валлетте.
Судами-близнецами являются Celebrity Equinox, Celebrity Eclipse, Celebrity Silhouette и Celebrity Reflection, ввод последнего в эксплуатацию ожидается в ноябре 2012 года.

## История судна
Судно под заводским номером 675 было построено на верфях Meyer Werft в Папенбурге и является одним из крупнейших судов, построенных в Германии. 10 августа 2008 около 8 часов утра судно медленно вывели из крытого дока (Baudock II) верфи, 29 сентября судно отправилось на ходовые испытания. Церемония крещения состоялась в порту Форт-Лодердейл во Флориде (США) 14 ноября 2008 года. 23 ноября 2008 года судно отправилось в свой первый рейс из Форт-Лодердейла к островам Карибского моря. В 2012 году судно летом совершает круизы из Барселоны, а зимой из Сиднея и Окленда.

## Характеристики
Судно вмещает 2858 пассажиров, которые могут разместиться в 1426 каютах нескольких классов, в том числе фирменных ConciergeClass и AquaClass, на 15 пассажирских палубах. Для пассажиров имеются большой театр на 1400 мест, настоящий газон, площадью более 2000 м², множество ресторанов, баров, кафе и бистро, мастерская стеклодувов, винотека, фитнес-центр, аква-спа, Интернет-кафе, магазины, библиотеки, галерея искусств, казино, салон для карточных игр и многое другое.